# NK Bedem Ivankovo
NK Bedem je hrvatski nogometni klub iz Ivankova.
U sezoni 2020./21. se natječe u 3. HNL – Istok.

## Povijest
Nogometni klub Bedem Ivankovo osnovan je 1931. godine. U sezoni 2001./02. Bedem se natjecao u 2. HNL Sjever-Istok, ali je zbog reorganizacije ligaškog sustava ispao u niži rang natjecanja. U sezoni 2015./16. osvajaju prvo mjesto u Međužupanijskoj ligi Slavonije i Baranje, te od sljedeće sezone igraju u 3. HNL Istok.
U sezoni 1994./95. Bedem je igrao u šesnaestini završnice Hrvatskog kupa protiv zagrebačke Croatije. U Ivankovu je pred 2000 gledatelja Bedem poražen s 0:3, dok je na Maksimiru poražen s 5:3.